# Tonino Benacquista
Tonino Benacquista (Choisy-le-Roi, 1º settembre 1961) è uno scrittore, sceneggiatore e fumettista francese.

## Biografia
Benacquista nasce a Choisy-le-Roi, nel dipartimento della Valle della Marna, da genitori italiani originari di Broccostella (in provincia di Frosinone), ma cresce nella vicina Vitry-sur-Seine. Durante la sua infanzia, è affascinato da serie televisive, tra le quali Les incorruptibles ("Gli incorruttibili"). Studia letteratura e cinema, ma interrompe i suoi studi e moltiplica lavoretti ed esperienze. Pubblica il suo primo romanzo Epinglé comme une pin-up dans un placard de GI ("Appuntato come una pin-up nell'armadio di un GI") nel 1985. Con La commedia des ratés ("La commedia dei falliti") vince tre premi letterari. Ha scritto Les morsures de l'aube ("I morsi dell'alba"), adattato al cinema da Antoine de Caunes e ha coscritto con Jacques Audiard lo scenario di Sur mes lèvres ("Sulle mie labbra"). Collaborazione che viene rinnovata nel 2004 per il film De battre mon coeur s'est arrêté ("A forza di battere mi si è fermato il cuore") che vince il César del migliore adattamento. Con Saga et Quelqu'un d'autre ("Qualcuno d'altro") abbandona il noir per interessarsi al conflitto dell'individuo con sé stesso.

## Opere

### Romanzi
- Épinglé comme une pin-up dans un placard de G.I. (1985)
- L'uomo che dormiva troppo (La Maldonne des sleepings, 1989), Einaudi, 2001
- Tre quadrati rossi su fondo nero (Trois Carrés rouges sur fond noir, 1990), Ponte alle Grazie, 2007
- La commedia dei perdenti (La Commedia des ratés, 1991), Ponte alle Grazie, 2008
- I morsi dell'alba (Les Morsures de l'aube, 1992), Baldini & Castoldi, 1994
- Saga (1997) Einaudi, 1998
- Qualcun altro (Quelqu'un d'autre, 2001), Einaudi, 2003
- Malavita (2004), Ponte alle Grazie, 2006; TEA, 2008
- Ancora malavita (Malavita encore, 2008), Ponte alle Grazie, 2009
- Gli uomini del giovedì (Homo Erectus, 2011), traduzione di Guia Risari, Roma, e/o, 2012, ISBN 9788866321125.
- Romanesque (2016)
- Toutes les histoires d'amour ont été racontées, sauf une (2020)

#### Romanzi per ragazzi
- Impossible n'est pas français
- Victor Pigeon

### Racconti
- La Machine à broyer les petites filles (1999), raccolta di racconti
- Tout à l'égo[2] (2001), raccolta di racconti
- Le Serrurier volant (2006), con le illustrazioni di Jacques Tardi
- Nos gloires secrètes (2013)

### Fumetti

#### Romanzi a fumetti
- L'Outremangeur (1998), con Jacques Ferrandez (disegni). Edizione italiana: Il mangione, Q Press, ISBN 88-901023-6-5
- La boîte noire (2000), con Jacques Ferrandez (disegni)
- Coeur tam-tam (2003), con Olivier Berlion (disegni e testi)
- Trois fois un (2007), con Gabrielle Piquet (disegni)
- Dieu n'a pas réponse à tout (mais IL est bien entouré) (2007), con Nicolas Barral (disegni)
- L'Amour cash (2008), con Philippe Bertrand (disegni). Edizione italiana: L'amore e il denaro, Q Press, ISBN 978-88-95374-04-8
- Dieu n'a pas réponse à tout (mais IL sait à qui s'adresser) (2008), con Nicolas Barral (disegni)
- Les Amours insolentes (2010), con Loustal (disegni)
- Des salopes et des anges (2011), con Florence Cestac (disegni)

#### Serie
- Lucky Luke contro Pinkerton (Lucky Luke contre Pinkerton, 2010; scritto con Daniel Pennac, disegni di Achdé).
- La commedia dei falliti (La Commedia des ratés, 2011, testi e disegni di Olivier Berlion), adattamento in due volumi dell'omonimo romanzo dello stesso Benacquista, pubblicato in Italia a puntate nel 2012 sul settimanale di fumetti Skorpio.
- Ognun per sé (Cavalier seul, 2012; scritto con Daniel Pennac, disegni di Achdé).

### Drammaturgie
- Un Contrat

### Traduzioni
- Parker di Richard Stark (disegni) e Darwyn Cooke (testi) (2010), volume 1

## Filmografia

### Sceneggiatore
- La Souris noire (1987), serie TV (un episodio)
- Couchettes express, regia di Luc Béraud (1994), film TV (tratto dal romanzo  La Maldonne des sleepings dello stesso Benacquista)
- La Débandade, regia di Claude Berri (1999)
- Les Faux-fuyants, regia di Pierre Boutron (2000), film TV
- Le Plafond, regia di Mathieu Demy (2001), cortometraggio
- Sulle mie labbra, regia di Jacques Audiard (Sur mes lèvres, 2001)
- Tutti i battiti del mio cuore, regia di Jacques Audiard (De battre mon cœur s'est arrêté, 2005)
- Un crime, regia di Manuel Pradal (2006)
- L'Innocent, regia di Pierre Boutron (2012), film TV

### Attore
- Manège, regia di Jacques Nolot (1986), cortometraggio
- Messieurs les enfants, regia di Pierre Boutron (1997)
- Le Cœur à l'ouvrage, regia di Laurent Dussaux (2000)

## Film tratti dalle sue opere
- Couchettes express, regia di Luc Béraud (1994), film TV
- Love Bites - Il morso dell'alba, regia di Antoine de Caunes (Les Morsures de l'aube, 2001)
- L'Outremangeur, regia di Thierry Binisti (2003)
- La boîte noire, regia di Richard Berry (2005)
- Holy Money, regia di Maxime Alexandre (2009)
- Cose nostre - Malavita, regia di Luc Besson (The Family, 2013)